# غرديز
غرديز (بالإنجليزية: Gardez)‏ هي مدينة تقع في أفغانستان في Gardez District. يقدر عدد سكانها بـ 70,000 نسمة وترتفع عن سطح البحر 2,300 متر.

## المناخ
يظهر الجدول التالي التغييرات المناخية على مدار السنة لغرديز:
| البيانات المناخية لـغرديز         | البيانات المناخية لـغرديز | البيانات المناخية لـغرديز | البيانات المناخية لـغرديز | البيانات المناخية لـغرديز | البيانات المناخية لـغرديز | البيانات المناخية لـغرديز | البيانات المناخية لـغرديز | البيانات المناخية لـغرديز | البيانات المناخية لـغرديز | البيانات المناخية لـغرديز | البيانات المناخية لـغرديز | البيانات المناخية لـغرديز | البيانات المناخية لـغرديز |
| الشهر                             | يناير                     | فبراير                    | مارس                      | أبريل                     | مايو                      | يونيو                     | يوليو                     | أغسطس                     | سبتمبر                    | أكتوبر                    | نوفمبر                    | ديسمبر                    | المعدل السنوي             |
| --------------------------------- | ------------------------- | ------------------------- | ------------------------- | ------------------------- | ------------------------- | ------------------------- | ------------------------- | ------------------------- | ------------------------- | ------------------------- | ------------------------- | ------------------------- | ------------------------- |
| الدرجة القصوى °م (°ف)             | 14.6 (58.3)               | 12.7 (54.9)               | 24.7 (76.5)               | 26.5 (79.7)               | 31.0 (87.8)               | 34.5 (94.1)               | 34.8 (94.6)               | 33.8 (92.8)               | 30.0 (86.0)               | 27.8 (82.0)               | 20.0 (68.0)               | 17.6 (63.7)               | 34.8 (94.6)               |
| متوسط درجة الحرارة الكبرى °م (°ف) | 1.0 (33.8)                | 2.3 (36.1)                | 8.8 (47.8)                | 16.8 (62.2)               | 22.2 (72.0)               | 27.8 (82.0)               | 29.6 (85.3)               | 29.0 (84.2)               | 25.1 (77.2)               | 18.6 (65.5)               | 11.9 (53.4)               | 5.7 (42.3)                | 16.6 (61.8)               |
| المتوسط اليومي °م (°ف)            | −6.1 (21.0)               | −4.7 (23.5)               | 2.7 (36.9)                | 10.1 (50.2)               | 15.1 (59.2)               | 20.6 (69.1)               | 22.0 (71.6)               | 21.1 (70.0)               | 16.7 (62.1)               | 10.5 (50.9)               | 3.8 (38.8)                | −2.2 (28.0)               | 9.1 (48.4)                |
| متوسط درجة الحرارة الصغرى °م (°ف) | −11.7 (10.9)              | −10.1 (13.8)              | −2.3 (27.9)               | 4.0 (39.2)                | 7.9 (46.2)                | 12.5 (54.5)               | 14.9 (58.8)               | 13.8 (56.8)               | 8.4 (47.1)                | 2.3 (36.1)                | −2.8 (27.0)               | −7.6 (18.3)               | 2.4 (36.4)                |
| أدنى درجة حرارة °م (°ف)           | −31 (−24)                 | −30.0 (−22.0)             | −19.6 (−3.3)              | −6.4 (20.5)               | −2.5 (27.5)               | 4.7 (40.5)                | 9.0 (48.2)                | 4.5 (40.1)                | 0.5 (32.9)                | −9.3 (15.3)               | −13.2 (8.2)               | −27.8 (−18.0)             | −31 (−24)                 |
| الهطول مم (إنش)                   | 35.8 (1.41)               | 61.7 (2.43)               | 65.5 (2.58)               | 50.4 (1.98)               | 21.7 (0.85)               | 4.8 (0.19)                | 15.8 (0.62)               | 7.5 (0.30)                | 0.9 (0.04)                | 5.8 (0.23)                | 12.4 (0.49)               | 33.2 (1.31)               | 315.5 (12.43)             |
| متوسط الأيام الممطرة              | 1                         | 1                         | 6                         | 9                         | 6                         | 2                         | 3                         | 2                         | 0                         | 2                         | 3                         | 1                         | 36                        |
| متوسط الأيام المثلجة              | 8                         | 8                         | 5                         | 1                         | 0                         | 0                         | 0                         | 0                         | 0                         | 0                         | 1                         | 6                         | 29                        |
| متوسط الرطوبة النسبية (%)         | 69                        | 72                        | 66                        | 58                        | 47                        | 39                        | 49                        | 51                        | 45                        | 45                        | 51                        | 60                        | 54                        |
| ساعات سطوع الشمس الشهرية          | 171.5                     | 166.8                     | 214.2                     | 242.9                     | 316.2                     | 357.5                     | 343.0                     | 335.8                     | 329.8                     | 302.4                     | 253.9                     | 200.4                     | 3٬234٫4                   |
| المصدر: NOAA (1970-1983)          |                           |                           |                           |                           |                           |                           |                           |                           |                           |                           |                           |                           |                           |

## أعلام
- محمد نجيب الله
- ناثان شابمان
- أبو سعيد الجرديزي